# フィルモン
フィルモン（Filmon）、旧カナ表記 フヰルモンは、日本で開発された独自規格の蓄音器商品である。この項目では専用の記録再生媒体であるフィルモン音帯（フィルモンおんたい、Filmon Endless Sound-Belt）および開発・販売を手掛けた企業・日本フィルモン（にっぽんフィルモン）についても記述する。

## 概要

### 沿革
大阪にあった竜華工業の経営者・小西正三および、ニットーレコードで長時間レコードを開発した細井勇が1931年から1932年にかけて共同開発を手掛け、1937年、製造販売のための新会社・日本フィルモンを東京府北多摩郡狛江村（東京都狛江市の前身）に設立した。商品名称の由来は、記録媒体がフィルム状だったことから「フィルム・フォン（Film phon）→フィルム音→フィルモン」となったとされる。
開発者の小西および細井は事業化段階で会社を去っており、さらに戦時による物資不足のために、1940年に日本フィルモンは解散し、工場兼録音スタジオは軍需工場に転用された。会社解散で生産停止を余儀なくされるまでは売れ行きは好調だったとされるが、本格的な普及にいたらなかった。
フィルモンおよびフィルモン音帯の製造は会社設立翌年の1938年以降から会社が解散した1940年までと非常に短期間で、この間に生産されたフィルモン音帯は全120種、生産総数は約50万本であったと推定されている。

### 構造と記録方式
フィルモン音帯は幅35ミリメートル、長さ約13メートル、厚さ約0.23ミリメートルのセルロイド製のフィルムで、エンドレス構造をしている。専用再生機であるフィルモンの「ドラム」に巻きつけて反時計回りに回転させ、媒体に刻まれた音溝に金属針を当てることで、振動を音声信号に変換する。これはのちのテープ記録の主流である磁気記録方式ではなく、当時としては一般的な再生媒体であった円盤状のレコード同様である。音溝および針の規格はレコードに準じており、兼用再生機でトーンアームが共通になっている機種も販売されている。
音溝は幅あたり約100本までの記録が可能で、最長記録時間は34分ないし36分、記録可能な周波数帯域は7000から8000ヘルツであった。これらの点で、当時のSPレコード（10インチ・78回転）片面に比べて、連続再生時間が10倍近く長く、かつ、より高音質だった。

### コンテンツ・流通
1939年に発行されたカタログ『フヰルモン音帯目録』によれば、音楽のほか、長唄、清元、常磐津、浪曲、講談、講演といった音帯が制作された。いずれも当時のSPレコードでは時間的制約を受けたものであった。

## 保存状況
フィルモン蓄音機
フィルモン蓄音機は、高価で生産台数が少なかったため、残存機は希少である。
- 早稲田大学坪内博士記念演劇博物館 - FE-10
- 金沢蓄音器館 - FA-100（2015年重要科学技術史資料第一種指定）
- 福井県立こども歴史文化館 - オーディオテクニカのテクニカギャラリーからの寄贈
- ヴォイスミュージアム（富山県小矢部市）
- 日本ラジオ博物館（長野県松本市） - FA-100改
- 口和郷土資料館（広島県庄原市） - 長崎放送からの貸与。このほか、現代の機械部品の活用によって作成されたオリジナル再生機を所有。

その他、個人所蔵が数台あるとされる。
フィルモン音帯
フィルモン音帯については、保管がエンドレステープの構造上至難である（一部がいびつに重なる形での保管を余儀なくされ、縦置きでも横置きでも変形してしまう）ことから、変形して再生不能になっている例が多いとされる。
- 国立国会図書館
- 東京文化財研究所
- 早稲田大学坪内博士記念演劇博物館
- 神奈川県立歴史博物館
- 大阪芸術大学博物館
- 口和郷土資料館

## 文献
- 無線と実験 1938年の表紙
- 飯島満, 永井美和子, 中山俊介「フィルモン音帯に関する調査報告」『無形文化遺産研究報告』第5号、2011年3月、53-76頁、doi:10.18953/00003150、NAID 120006324815。
- 中山俊介, 大河原典子, 池田芳妃, 安部倫子「〔報告〕フィルモン音帯の修復手法の開発」『保存科学』第51号、2012年3月、243-248頁、doi:10.18953/00003831、NAID 120006333613。
- 中山俊介, 大河原典子, 安部倫子「〔報告〕フィルモン音帯の修復手法の一例」『保存科学』第52号、2013年3月、243-247頁、doi:10.18953/00003861、NAID 120006333643。
- 飯島満「フィルモン音帯一覧（2015年3月現在）」『無形文化遺産研究報告』第9号、2015年3月、175-191頁、doi:10.18953/00003173、NAID 120006324837。